# Travis Bickle
Travis Bickle è il protagonista del film del 1976, Taxi Driver, diretto da Martin Scorsese e creato da Paul Schrader. Il personaggio, interpretato da Robert De Niro, è considerato uno dei più rappresentativi della storia del cinema. De Niro stesso ha guadagnato una nomination agli Oscar per la sua interpretazione.

## Biografia del personaggio
Travis, 26 anni, è un ex marine reduce del Vietnam congedato nel 1973 che vive a New York. La sua insonnia lo porta a lavorare come tassista notturno. Così Travis lavora a tarda notte nei quartieri più squallidi di New York e i suoi clienti sono perlopiù prostitute, magnaccia, tossicodipendenti e ladri. Travis è visibilmente disgustato dalla situazione e sempre più disadattato via via che si inoltra nel ventre oscuro della città. Questo disgusto lo porterà a odiare i delinquenti che si aggirano per le strade notturne di New York e a compatire e cercare di salvare le loro vittime, fino a pensare di uccidere un senatore.

## Accoglienza

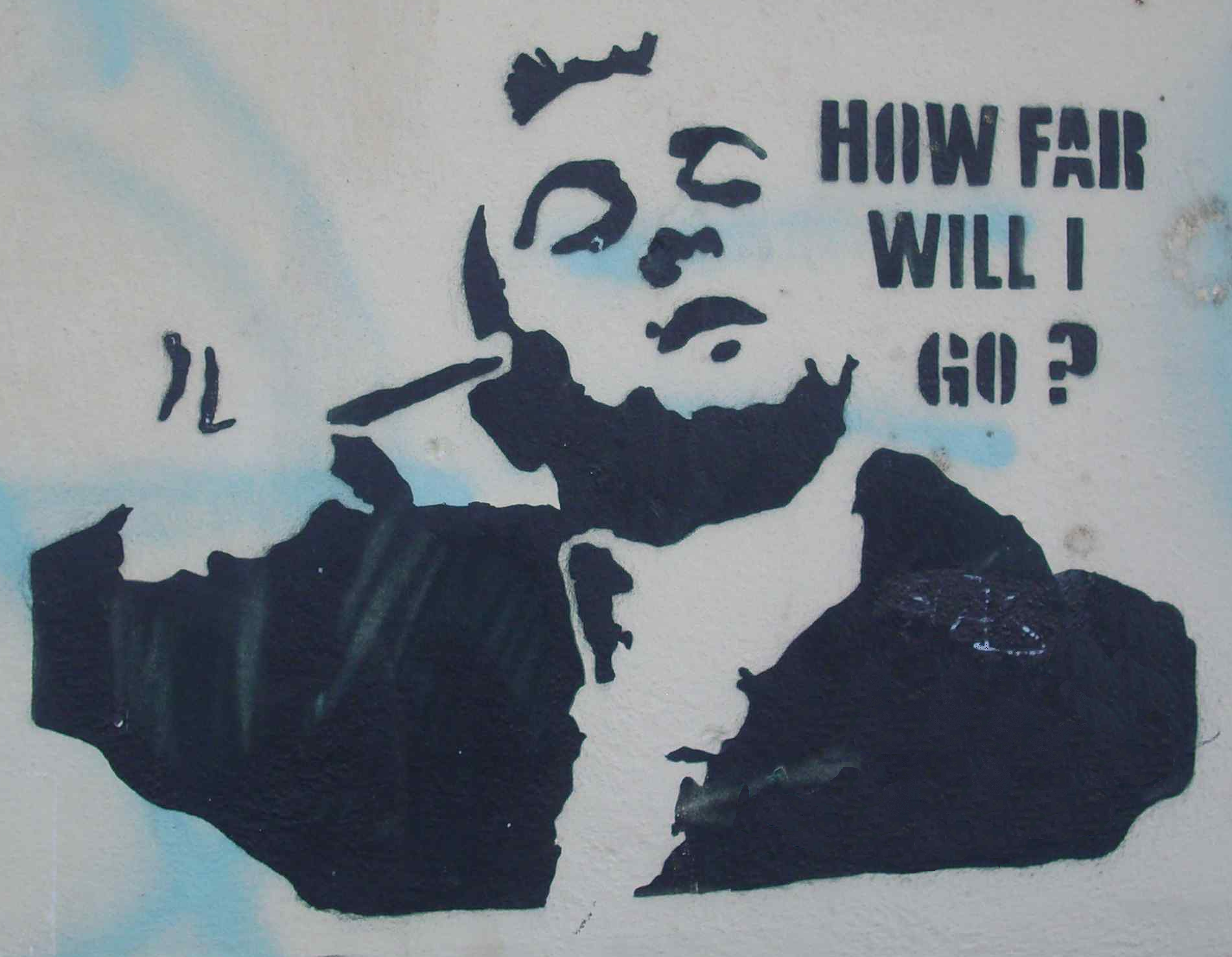
Un graffito raffigurante Travis, a Ratisbona in Germania. La scritta dice: «Fino a dove mi spingerò?».

Il personaggio di Travis Bickle si ispira ad Arthur Herman Bremer, un uomo che tentò di assassinare il candidato alla presidenza George Wallace il 15 maggio 1972, e a Lee Harvey Oswald. La rivista Empire lo ha classificato al 18º posto tra i 100 più grandi personaggi della storia del cinema. La famosa scena in cui Robert De Niro si rivolge allo specchio e pronuncia la frase «You talkin' to me?» (in italiano: Ma dici a me?) è entrata a far parte dell'immaginario collettivo, ed è stata inserita nel 2011 da IGN alla 4ª posizione nella lista dei 100 migliori momenti della storia del cinema.